# Pcheng Jing-jü
Pcheng Jing-jü (čínsky pchin-jinem Péng Yíngyù, znaky 彭瑩玉, † 1348/1358?), známý též jako mnich Pcheng (čínsky v českém přepisu Pcheng Che-šang, pchin-jinem Péng Hé shang, znaky 彭和尚) byl náboženský vůdce a vizionář působící v polovině 14. století v jüanské Číně. Jako jeden z vůdců ilegální sítě Bílého lotosu připravoval povstání rudých turbanů.

## Život
Pocházel z rolnické rodiny z I-čchunu v Ťiang-si, v devíti letech se stal buddhistickým mnichem. Měl velkou zásluhu na změně staletí starého kultu Maitréji v atraktivní sociální hnutí. Roku 1338 byl ideologem povstání v ťiangsiské prefektuře Jüan-čou, jehož vůdce Čou C’-wang se prohlásil císařem. Vzpoura však byla rychle poražena a Čou popraven místními vládními oddíly. Pcheng utekl na sever do oblasti mezi řekami Jang-c’-ťiang a Chuaj-che na pomezí Chu-peje a Che-nanu. Zde opět učil o nadcházejícím příchodu Maitréji, krále světla.
Kolem roku 1348 se setkal a spojil s vůdcem jiné opoziční skupiny Cou Pchu-šengem. Oba pak vybrali do role vůdce vzpoury a budoucího vládce Sü Šou-chueje. Dlouho připravované povstání vypuklo v srpnu 1351. Rychle se rozšířilo a Sü Šou-chuej se stal císařem povstalecké říše Tchien-wan. Sám Pcheng byl zajat a popraven někdy v letech 1348–1352, podle jedné zprávy až roku 1358.